# Gheorghe Atudoroaie
Gheorghe Atudoroaie (n. 1947, Răchiți - ) este un om de afaceri timișorean, fost ofițer al Securității, apoi ofițer al SRI, avansat la gradul de general în 2004, din județul Botoșani. Soția sa, Emilia, este fiica generalului de Securitate Nicolae Pleșiță. Are doi copii: Neculai și Ioana.

## Biografia
În 1978 a fost șef de promoție la Școala Militară de Ofițeri Activi a Ministerului de Interne, arma Securitate. A fost repartizat în Botoșani, promovat la gradul de maior, și numit apoi ca locțiitor al comandantului de Securitate din județul Timiș, fiind însărcinat cu problemele economice.
După izbucnirea revoluției din decembrie 1989 a fost arestat de armată, împreună cu alți securiști cu funcții de conducere. A fost eliberat la 27 decembrie 1989 și a primit sarcina reorganizării serviciului de informații, fiind omul de legătura dintre armată, FSN și foștii securiști scoși din închisori. A fost trecut în rezervă la 16 ianuarie 1990, dar a fost reactivat după evenimentele din martie 1990 de la Târgu Mureș și a contribuit la înființarea SRI.
A fost arestat din nou, judecat și condamnat pentru represaliile din decembrie 1989, dar a fost achitat în 1991.
A fost reîncadrat la SRI de către Virgil Măgureanu, ca șef al SRI Iași, la centrul Operațional Moldova, ca specialist în războiul din Transnistria. Ulterior, a fost șeful Unității de Protecție a Cadrelor din SRI, la nivelul întregii țări.
După venirea la putere a președintelui Emil Constantinescu și desființarea centrelor operaționale în 1996, Atudoroaie a fost numit șef al Direcției Interne a SRI (Diviziunea E). Ulterior, a fost numit șef al graniței de vest în cadrul Centrului zonal de luptă antiiredentistă și supervizor informativ al traficului cu motorina pe relația cu Iugoslavia.
La intervenția asociațiilor foștilor revoluționari din Timișoara, a fost trecut în rezervă în 1997.
După schimbarea de guvern, în ianuarie 2001 este numit consilier pe servicii secrete și avansat la gradul de general în 2004. 
În prezent, locuiește în Timișoara și este reprentantul zonal al omului de afaceri ieșean Iulian Dascălu.